# Blockhaus Doss di Sponde
Il forte Doss di Sponde è uno dei forti austro-ungarici facente parte della Fortezza di Trento (Festung Trient). Il forte appartiene al grande sistema di fortificazioni austriache al confine italiano.

## Storia
Il forte fu, assieme alla tagliata stradale Bus de Vela, il primo ad essere costruito in Trentino dal Genio militare della Duplice Monarchia. Il posizionamento, dominante e defilato al tempo stesso, gli permetteva un ottimo controllo della testata della Valle dei Laghi.
I lavori infatti furono iniziati nel 1862, ancora prima della terza guerra di indipendenza (1866).
L'opera originale, di modeste dimensioni, aveva solo due cannoni di medio calibro (probabilmente attorno ai 100 mm), ma il progetto si rivelò comunque valido nel tempo.
Addirittura nel 1900 venne installata una cupola girevole con cannone da 120 mm sul tetto del cofano di scarpa, segno della superstite validità del forte. Quando il forte non era più ritenuto sicuro solitamente veniva degradato a magazzino e, nei casi peggiori, veniva fatto saltare per non offrire riparo al nemico.
L'opera ha la caratteristica pianta “a rondine” dei forti, dove la “coda” consentiva il controllo del fossato posteriore.
Notevole la semplicità complessiva e la ricerca di una forma geometrica, come si intuisce dalla sporgenza semicilindrica del fortino di scarpa.

## Armamento
All'inizio l'armamento previsto per questo forte era di
- 2 cannoni da 12 cm M61 K.
- 2 cannoni da 9 cm M75 F.K.

Venne invece dotato di:
- 4 cannoni da 9 cm M75 F.K.
- 2 cannoni da 9 cm M75 F.K.
- 2 cannoni da 9 cm M75 F.K.

## Ubicazione
Il forte si trova in una posizione isolata sulle pendici settentrionali del monte Bondone, a 6 chilometri da Trento, sulla destra del solco vallivo del torrente Vela.
Vi si accede da una strada poderale che si diparte dalla S.P. 85 di Sopramonte, poco dopo il suo innesto con la strada statale 249 Gardesana Orientale, a valle di Cadine.
Sorge al bordo di una spianata con il fronte rivolto ad occidente e sovrasta il forte Bus de Vela, con il quale è collegato da una strada nel bosco.
Il forte divenne privato dopo la seconda guerra mondiale e nel 2002 trasformato in abitazione. L'accesso è protetto da recinzioni e cancelli e quindi non è possibile visitarlo.